# 中国共産党第十一期中央委員会第五回全体会議
中国共産党第十一期中央委員会第五回全体会議（ちゅうごくきょうさんとうだい11きちゅうおういいんかいだい5かいぜんたいかいぎ）は、1980年2月23日から2月29日まで北京で行われた。この会議の略称を第11期5中全会という。
会議は中国共産党中央委員会主席の華国鋒が主催したものの、1978年12月に開催された第11期3中全会において華国鋒を支えていた「すべて派」の敗北が決定的となっており、さらにこの5中全会で、華国鋒の側近である汪東興が党中央委員会副主席・中央政治局常務委員の職務を解任されたほか、紀登奎（中央政治局委員兼国務院副総理）・呉徳（全国人民代表大会常務委員会副委員長）・陳錫聯（中央政治局委員兼北京軍区司令員）も党と国家の職務からの解任が決定されるなど、華国鋒指導部は事実上解体された。
一方、鄧小平の右腕として党中央秘書長の職にあった胡耀邦と、四川省における経済運営が評価された趙紫陽が、政治局常務委員に任命された。また、党中央の日常業務の効率化を図るべく中央書記処が設置され、胡耀邦が中央書記処総書記に、万里・王任重・方毅・谷牧・宋任窮・余秋里・楊得志・胡喬木・姚依林・彭冲が中央書記処書記に任命された。
鄧小平が実権を握った第11期3中全会以降、文化大革命は否定され、文革の被害者の名誉回復が進んでいたが、この5中全会において、文革の最大の標的とされて獄死した劉少奇の名誉回復が実現した。第8期12中全会における「叛徒、内奸、工賊」の罪名と、「永遠に党を除名し、党内外の一切の職務を解任」した「誤った決議」は取り消され、劉少奇は「偉大なマルクス主義者」と「プロレタリア階級革命家」とされた。ただし、5月17日に党中央名義で人民大会堂で開催された追悼大会では、鄧小平が「林彪・四人組一派は党の権力を奪取する反革命目的から、わが党の欠点と誤りを利用し、劉少奇同志を陥れ残酷な迫害を行った」と弔辞の中で言及するにとどまった。